# Фудбалски савез Еквадора

Фудбалски савез Еквадора (шп. Ecuadorian Football Federation), скраћено (FEF), највиша је фудбалска организација Еквадора која се стара о организацији и развоју фудбалског спорта и о репрезентацији Еквадора.

## Историја савеза
Бројне аматерске федерације никле су у провинцијама са највећим градовима, као што су Кито и Гвајакил. У жељи да се уједини и такмичи против сваке федерације то јест да би се направило организовано и квалитетно такмичење, 30. маја 1925. створена је Фудбалска федерација, позната као Асоцијација еквадорског фудбала (Ecuadorian Football Federation). Федерација је већ 1926. године организовала и била домаћин Риобамба олимпијаде. Члан ФИФЕ  Еквадор је постао 1926. године. Јужноамеричком фудбалском савезу КОНМЕБОЛу, савез се придружио 1927. године а прва такмичења је имао тек 1939. године.